# Ellen van Dijk
Eleonora "Ellen" van Dijk (født 11. februar 1987) er en hollandsk cykelrytter, der kører for Lidl-Trek.

## Resultater

### Landevej
- VM i Holdtidskørsel
  - Nr. 1 i 2012
  - Nr. 1 i 2013
  - Nr. 2 i 2015
  - Nr. 1 i 2016
- 2 World Cup-sejre (pr. September 2012)
- VM i Enkeltstart
  - Nr. 6 i 2011
  - Nr. 5 i 2012
  - Nr. 1 i 2013
  - Nr. 2 i 2016
- EM i Enkeltstart
  - Nr. 1 i 2016
- OL i Enkeltstart
  - Nr. 8 i 2012
  - Nr. 4 i 2016

### Bane
- VM i scratch
  - Nr. 1 i 2008
- 3 World Cup-sejre (pr. September 2012)
- OL i holdforfølgelsesløb kvinder
  - Nr. 6 i 2012